# آيلتون دي أوليفيرا موديستو
آيلتون دي أوليفيرا موديستو (27 فبراير 1980 في البرازيل – )؛ هو لاعب كرة قدم سابق كان يلعب كلاعب وسط.

## وصلات خارجية
- آيلتون دي أوليفيرا موديستو على موقع رابطة كرة القدم اليابانية للمحترفين (اليابانية)
- آيلتون دي أوليفيرا موديستو على موقع قاعدة بيانات كرة القدم.إي يو (الإنجليزية)
- آيلتون دي أوليفيرا موديستو على موقع Soccerway.com (الإنجليزية)
- آيلتون دي أوليفيرا موديستو على موقع عالم كرة القدم.نت (الإنجليزية)